# Might & Magic Heroes VII
Might & Magic Heroes VII (zkráceně MMH7) je tahová strategie, sedmé pokračování počítačové fantasy herní série Heroes of Might and Magic. Hru vyvinula společnost Limbic Entertainment a vydala firma Ubisoft dne 29. září 2015. Stejně jako v ostatních hrách této série hráč ovládá postavy s magickými schopnostmi, které najímají bojovníky ve svých hradech. Hrdinové poté se svými armádami bojují mezi sebou a obsazují neutrální či nepřátelská města. Cílem hry je splnit zadaný úkol, kterým nejčastěji bývá zabrání všech měst. Hra má hru jednoho hráče včetně kampaně a hru více hráčů.
Dne 26. dubna 2016 bylo oficiálně oznámeno vydání prvního samostatného datadisku s podtitulem Trial by Fire s datem vydáním stanoveným na 4. června, později posunutým na 4. srpna 2016. Datadisk bude obsahovat kromě samostatných dvou kampaní také novou trpasličí frakci (fortress) ovládající mocnou runovou magii. V den vydání datadisku bude také vydán rozsáhlý patch 2.0, který přidá všechny opravy chyb a vylepšení hry kromě nových kampaní a národa také do základní hry, a to zdarma.

## Frakce a jejich jednotky[3]

### Azyl
Ochránce → Legionář
Střelec z kuše → Elitní střelec
Pravlk → Alfa vlk
Kaplan → Opat
Strážce → Soudce
Kavalír → Kyrysník
Landsknecht → Mistr meče
Serafín → Nebesan
podpůrné: katapult, balista a léčivá sestra

### Akademie
Chrlič → Obsidiánový chrlič
Kabir → Mistr kabirů
Golem → Pískovcový golem
Učedník → Následovník
Džin → Mistrovský džin
Rakšasa → Rakšasa raja
Kolos → Titán
Magický orel → Simurgh
podpůrné: velká a malá pyramida, léčivý stan

### Nekropole
Kostlivec → Kostlivý hoplita
Duch → Bánší
Ebenový pavouk → Smrtící pavouk
Lich → Arcilich
Lamasu → Morová lamasu
Upír → Upíří lord
Kostlivý drak → Spektrální drak
Jezdec smrti → Žnec smrti
podpůrné: plivající pavouk, namtaru

### Tvrz
Gnoll → Gnollí lovec
Harpyje → Fúrie
Tyran → Drtič
Kentaur → Kentauří nájezdník
Písečný wyvern → Jedovatý wyvern
Baziliščí jezdec → Baziliščí kopiník
Kyklop → Rozzuřený kyklop
Behemot → Starobylý behemot
podpůrné: ochočený kyklop a balista azylu

### Sylvanští elfové
Skřítek → Víla
Dryáda → Dubová dryáda
Lovec → Mistrovský lovec
Druid → Druidský stařešina
Tanečník čepele → Mistr čepele
Měsíční laň → Sluneční jelen
Zelený drak → Smaragdový drak
Ent → Starobylý ent
podpůrné: větší zemský elementál, balista sylvanských elfů a matka entů

### Kobka
Stopař → Traper
Asasín → Stín
Troglodyt → Podsvětec
Medúza → Medúzí kouzelnice
Chodec → Bezduchý
Minotaur → Minotauří garda
Stínový drak → Černý drak
Jeskynní hydra → Temná hydra
podpůrné: jeskynní wyvern, stínový slídil a zrůda bez tváře

### Neutrální
Gryf → Císařský gryf
Pirát mořských elfů
Shantirský golem
Ničitel
Ohnivý elementál
Vzdušný elementál
Zemský elementál
Vodní elementál
Lilim
Shantirský titán
Zlatý drak

## Kampaně

### Akademie-Tanis(Příběh o čarodějce a džinovi)
Rok 467: Plameny orského povstání hrozí zničením Sedmi měst. Čarodějka Fahada v tom spatřuje příležitost, jak naplnit své ambice...Ale moc je vždy něčím vykoupena.

### Azyl-Murazel(Nemravná troufalost)
Rok 469: Mladý lord Tomáš z rodu Vlků je vyslán do pohraničí Gryfího vévodství a zaplétá se do smrtících politických a válečných her.

### Tvrz-Kente(Velmi ambiciózní nenávist)
Rok 472: Náčelník Jengo připravuje svůj velký nájezd proti městu čarodějů Al-Betylu. Jedna z jeho podřízených, Imani, se pokouší shromáždit zotročený zvířecí lid pod prapor orků.

### Kobka-Jorgen(Nezměřená záře)
Rok 575: Kolem mistra asasínů zrůd bez tváře se vytvořila skupina odpadlých temných elfů, Erebových mečů. Jejich cílem je na Agynském poloostrově zasadit sémě globální války.

### Sylvanští elfové-Lasir(Žal z moci osudu)
Čas z legend: Mladý mořský elf Wysloth ztroskotal na tajemném ostrově